# Wojciech Bobowski

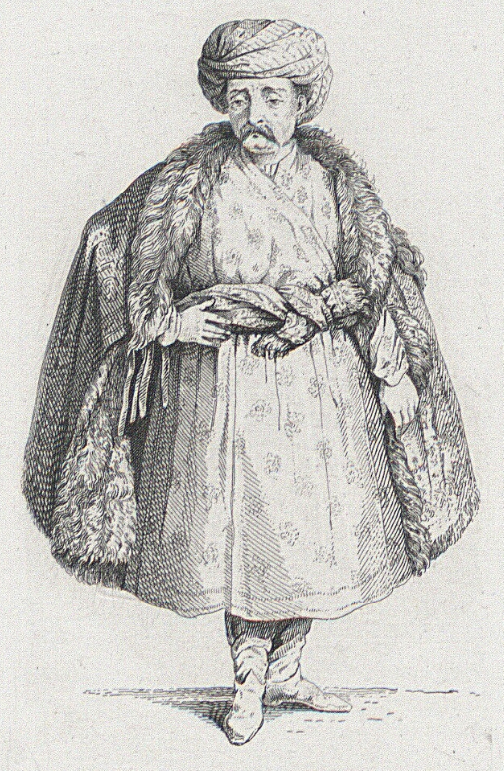
Wojciech Bobowski

Wojciech Bobowski of Ali Ufki (ook: Albertus Bobovius, Ali Bey, Santurî Ali Ufki) (1610–1675), was een Poolse musicus en drogman in het Osmaanse Rijk. Hij vertaalde de Bijbel in het Osmaans, maakte een Osmaanse psalmberijming op basis van de melodieën van de Geneefse psalmen, en schreef een grammatica van het Osmaans. Zijn composities worden beschouwd als de belangrijkste werken van de Osmaanse muziek.

## Leven
Bobowski werd geboren als een Pool in Lemberg, destijds gelegen in de woiwodschap Roethenië van het Pools-Litouwse Gemenebest en nu in Oekraïne. Hij groeide op in een protestants milieu en begon zijn carrière als kerkmusicus. Op een bepaald moment, werd hij gevangengenomen (jasyr) door Krimtataren tijdens een van hun rooftochten over de grens.
Omdat hij een muzikale opleiding had genoten en het notenschrift beheerste, werd hij verkocht aan het hof van sultan Murad IV (en later Ibrahim I en Mehmed IV), waar hij zich bekeerde tot Islam en de naam علي افقي ‘Alī Ufqī aannam. Aan het hof diende hij als vertaler, schatkistbewaarder en muzikant in het seraglio van de sultan. Van hem werd gezegd dat hij zestien talen sprak, naast het Pools en Osmaans ook Arabisch, Frans, Duits, Grieks, Hebreeuws, Italiaans, en Latijn.
Rond 1657, 19–20 jaar na zijn gevangenname, tijdens een reis naar Egypte, herwon hij zijn vrijheid, waarna hij een tijd in Egypte verbleef. Het is ook waarschijnlijk dat hij op bedevaart naar Mekka is gegaan. Na zijn herwonnen vrijheid werd hij een van de belangrijkste drogmannen in het Osmaanse Rijk.

## Werken

### Bijbelvertaling
Bobowski, nu bekend als Ali Ufki, opgegroeid als een christen en nu een bekeerling tot de Islam, legde een grote belangstelling voor godsdienstige kwesties aan de dag. Hij vertaalde de Anglicaanse catechismus in het Osmaans, en schreef een uitleg van de Islam in het Latijn, in een poging om het wederzijdse begrip tussen beide culturen te vergroten.
Bobowski's vertaling van de Bijbel in het Osmaans, bekend als de Kitabı Mukaddes ("Heilig Boek"), is lang de enige complete Turkse Bijbelvertaling geweest, en wordt als een van zijn grootste prestaties gezien. In 2002 verscheen een nieuwe Turkse Bijbelvertaling, maar de 17de-eeuwse vertaling, zij het nu geschreven in het Latijnse alfabet, wordt nog steeds door sommigen gebruikt.

### Psalmberijming
Dankzij zijn protestantse opvoeding was Bobowski bekend met het zingen van Franstalige psalmen. Deze ervaring is van grote invloed gebleken op zijn berijming van veertien Osmaanse psalmen.
In deze kleine verzameling berijmde psalmen, bekend als Mezâmir (in modern Turks Mezmurlar) en gepubliceerd in 1665, gebruikte Ali Ufki de oorspronkelijke melodieën van de Geneefse psalmen, een berijming uit de begintijd van het calvinisme.
In 2005 brachten de King's Singers samen met Sarband een cd uit met de title Sacred Bridges, met daarop uitvoeringen van Psalm 2, 5, 6 en 9 van Ali Ufki's psalmberijming.

### Muzikale bloemlezingen
Onder zijn werken bevinden zich ook twee muzikale bloemlezingen, bekend als de Mecmûa-i Sâz ü Söz ("Verzameling van muzikale en vocale werken"). Deze bloemlezingen bevatten zowel sacrale als profane stukken, zowel instrumentale als vocale, klassieke muziek zowel als Turkse volkmuziek. Slechts twee handschriften zijn er nog over in de British Library en in de Bibliothèque nationale de France . Dankzij dit werk, het eerste voorbeeld van het gebruik van de notenbalk voor de notatie van Turkse muziek, zijn honderden klassieke Osmaanse liederen en instrumentale muziekstukken bewaard gebleven.

### Overige werken
In 1666 schreef Bobowski een grammatica van het Osmaans. Hij vertaalde ook werken van Hugo de Groot en Comenius in die taal.

## Aanbevolen literatuur
- Behar, Cem. Ali Ufki ve Mezmurlar. Pan Yayıncılık.
- Neudecker, H. (1996). "Wojciech Bobowski and his Turkish grammar (1666)". Dutch Studies in Near Eastern Languages and Literatures, 2, pp. 169–192.
- Neudecker, H. (2000). "Ordinal numbers in Bobowski’s Turkish Bible translation (1662–1664)." Folia Orientalia, 36, pp. 219–225.
- Agnieszka Bakalarz, Polaków odkrywanie Arabii Saudyjskiej, Księgarnia Akademicka 2005, str. 57–62.
- F.Siarczyński, Wiadomość o Woyciechu Jaxie z Bobowej…, "Czasopism Naukowy Księgozbioru Ossolińskich", 1/1, Lwów 1828.